# Припутенка
Припутенка (укр. Припутенка) — село в Изяславском районе Хмельницкой области Украины.
Население по переписи 2001 года составляло 70 человек. Почтовый индекс — 30352. Телефонный код — 3852. Занимает площадь 0,234 км². Код КОАТУУ — 6822180403.

## Местный совет
30352, Хмельницкая обл., Изяславский р-н, с. Белево, ул. Ленина, 2